# Saint-Théodorit
Saint-Théodorit é uma comuna francesa na região administrativa de Occitânia, no departamento de Gard. Estende-se por uma área de 8,75 km². Em 2010 a comuna tinha 547 habitantes (densidade: 62,5 hab./km²).